# Dolmens de Magnez
Les dolmens de Magnez, appelés aussi dolmens de la Garenne de Magné, sont deux dolmens situés dans la commune de Courcôme près du hameau de Magné, dans le bois de la Vieille Garenne à Courcôme en Charente. 

## Historique
Ces dolmens auraient été plus nombreux mais le propriétaire, après la Révolution, en aurait enfoui plusieurs en faisant basculer la table dans une excavation. 
Les dolmens de Magnez ont été classés monument historique par arrêté du 11 février 1930.

## Description
Le premier dolmen de Magné ne repose plus que sur son pilier ouest. Trois orthostates sont effondrés sous sa table carrée mesurant 2,80 m de côté et 0,80 m d'épaisseur, dont le poids est estimé à 15 tonnes. Il  a été fouillé par Touzaud, Chauvet et Puymoyen au XIXe siècle qui n'y recueillirent que quelques ossements humains, un racloir en silex et un perçoir en dent de porc.
En 1987, Daniel Bernardin découvrit sur l'extérieur du pilier ouest plusieurs gravures qui pourrait correspondre à une réutilisation d'une pierre d'un monument plus ancien. La pierre a été étudiée par Emmanuel Mens en 2016. Elle comporte en partie haute un cercle et en partie basse un triangle comportant en son centre une fissure interprété comme un symbole vulvaire.
Le second dolmen a été endommagé  dans les années 1980 lors de l'élargissement d'un chemin. il est désormais fortement ruiné.
Durant l'été 2009, une dalle de calcaire a été redressée suivant la méthode supposée d'érection des mégalithes (à l'aide de rondins et de cordes de chanvre) par l'association Marpen. Il s'agit donc d'un faux menhir.